# 弗拉迪米尔·贝德纳日
弗拉迪米尔·贝德纳日（捷克語：Vladimír Bednář，1948年10月1日—），捷克男子冰球运动员。他曾代表捷克斯洛伐克国家队参加1972年冬季奥林匹克运动会冰球比赛，获得一枚铜牌。